# Hermanos Soledad
Los Hermanos Soledad fueron tres presos afroamericanos a los que se les imputó el 16 de enero de 1970 por matar a un guardia de prisión blanco, John Vincent Mills, en la cárcel Soledad, situada en el estado de California. George Jackson (Chicago, 1941 - San Quintín, 1971), Fleeta Drumgo (1945 - 1979) y John Clutchette (1943) formaban parte de la Black Guerrilla Family y eran los miembros más conocidos de este grupo. Se conocieron porque los tres estuvieron en celdas de aislamiento en la misma ala de la prisión Soledad. Fueron acusados de matar a Mills como venganza por el asesinato de tres presos negros. Este hecho ocurrió tres días antes durante una pelea en el patio de la prisión y fue perpetrado por otro guardia, Opie G. Miller.

## La cárcel Soledad
La cárcel Soledad hacía honor a su nombre. Muchos de los presos de esa prisión pasaban largas temporadas de incomunicación total. Este tipo de castigo estaba normalizado y era una técnica que se utilizaba para separar a los presos que podían crear problemas que luego podían desencadenar en motines. Cualquier preso que quisiera denunciar o intentar cambiar lo que pasaba en aquella cárcel sufriría el aislamiento. Por desgracia, la incomunicación no terminaba en la cárcel, las consecuencias de este tipo de castigo duraban toda la vida. Algunos presos, cuando terminaban su condena, seguían con los hábitos del aislamiento y el silencio.
Fue en esta cárcel, en 1969, donde George Jackson conoció a W. L. Nolen, uno de los fundadores del Black Liberation Movement. Se conocieron gracias al Partido Panteras Negras (PPN) ya que ambos tenían ideales parecidos: querían cambiar la mentalidad criminal negra por una mentalidad revolucionaria y denunciar el racismo que existía en las cárceles de Estados Unidos, sobre todo en California. Debido a esto, ambos fueron trasladados al Ala O junto a Drumgo y Clutchette. El Ala O era considerada la peor parte de la cárcel. De acuerdo con Jackson, en el Ala O “los más fuertes no aguantaban más de dos semanas. Destruye los procesos lógicos de la mente, los pensamientos humanos se desordenan completamente. El ruido, la locura que sale de cada garganta, sonidos frustrados desde los barrotes, sonidos metálicos desde los muros, las bandejas de acero, la cama de hierro atornillada a las paredes, los sonidos huecos que provienen de los baños. Los olores, el desecho humano que nos lanzan, cuerpos sin lavar, la comida podrida. Cuando un blanco sale de aquí, está destrozado de por vida. Ningún negro sale de ahí andando”. Aparte de tener que sufrir el aislamiento, los Hermanos Soledad sufrieron otro tipo de injusticias. Eran los únicos que tenían que aceptar visitas de media hora, esposados y encadenados, con una guardia especial. Un pequeño testimonio lo encontramos descrito por Jackson, en la carta de 13 de febrero de 1970, cuando le pide a su abogada que consiga que le quiten las cadenas que le ponen cada vez que sale de su celda y que él describe que le hacen sentir como un animal de carga.
En las cartas que Jackson escribe en prisión, él describe la actitud hacia los presos como hostil y defensiva, aparentemente por pura maldad, con la intención de someterlos. Expone los golpes y palizas que reciben los presos y la discriminación que sufren por parte de las personas que trabajan allí. Gracias a sus cartas, que luego fueron publicadas en el libro Soledad Brother, se considera a Jackson como el escritor de prisión que más claro representó y se centró en la resistencia de todo tipo de violencia y represión que él había experimentado en las cárceles de California durante el mandato del gobernador Ronald Reagan. Más adelante, estas cartas se utilizaron en favor del Comité de defensa de los hermanos Soledad.

## Amotinamiento en el patio de la cárcel Soledad
El 13 de enero de 1970, catorce presos negros y dos blancos de máxima seguridad fueron liberados en el patio. 
A los presos negros se les ordenó que estuvieran en el fondo del patio, mientras que a los presos blancos se les ordenó que estuvieran cerca del centro del patio. El guardia Opie G. Miller, que era un experto en disparar a distancias más largas de lo común, estaba armado con un rifle y vigilaba a los presos desde una torre de vigilancia a cuatro metros de distancia del suelo. Una pelea empezó y Miller abrió fuego a los presos. No hubo aviso previo. Tres presos negros fueron asesinados por los disparos: W. L. Nolen y Cleveland Edwards murieron en el patio y Alvin Miller murió en el hospital de la cárcel unas horas después. Un preso blanco, Billy D. Harris, fue herido en la ingle por el cuarto disparo y acabó perdiendo un testículo. En una carta del 10 de junio de 1970, George Jackson describió la escena como “un asesinato hecho por un cerdo disparando desde 9 metros por encima de su cabeza con un rifle militar”.
Después de ese incidente, trece presos negros empezaron una huelga de hambre con la esperanza de conseguir una investigación. El 16 de enero de 1970, un jurado popular se reunió y luego dejaron libre de cargos a Miller por las muertes de Nolen, Edwards y Miller con la sentencia de homicidio justificable. No se permitió que ningún preso negro testificara, incluyendo aquellos que habían estado en el patio durante los disparos. En la cárcel de Soledad, los presos escucharon la sentencia en la radio de la prisión. Treinta minutos después, John V. Mills fue encontrado muerto en otra ala de máxima seguridad. Le habían dado una paliza y lo habían tirado desde un tercer piso del Ala Y, donde estaba la celda de George Jackson, a la sala de la televisión. El 14 de febrero de 1970, después de una investigación sobre la muerte de Mills, George Lester Jackson, Fleeta Drumgo y John Wesley Clutchette fueron acusados de asesinato en primer grado.

## Los años 60 en Estados Unidos
Durante los años 60 en Estados Unidos existió el Programa de Contrainteligencia, también llamado COINTELPRO, creado por el FBI y que consistía en investigar y deshacer las organizaciones políticas disidentes como los partidos comunistas o socialistas e incluso a grupos como el Ku Kux Klan. Las personas que formaron parte de este programa fueron las encargadas y las que estuvieron detrás de muchos de los asesinatos que ocurrieron en aquella época. Este programa estaba dirigido por William C. Sullivan. Se culpa a este programa de las peleas que existieron entre el Partido Pantera Negra y los grupos rivales, las cuales debilitaron el movimiento antirracista y la lucha por los derechos de los afroamericanos y que, además, acabó con muchas muertes.
Por otra parte, en la sociedad estadounidense, y en particular en el sur, aún existía una segregación racial casi total. El racismo estaba latente en el día a día y esto se veía reflejado en las cárceles. Dentro de la cárcel Soledad los reclusos se dividían según las razas. Los diferentes grupos convivían en la prisión, pero no se mezclaban nunca. Esta separación se propiciaba desde el sistema interno de la cárcel ya que suponía para ellos un beneficio: si los presos permanecían divididos, jamás llegarían a suponer un desafió para la autoridad.
En California, donde se encontraba la cárcel Soledad, durante el mandato de Ronald Reagan como gobernador (1967-75), se llevaron a cabo muchos cambios que no beneficiaron a la comunidad afroamericana. Entre sus demostraciones racistas, Reagan llegó a decir públicamente que si alguien discriminaba a una persona negra a la hora de comprar o alquilar una casa, esa persona tenía el derecho de hacerlo. También estuvo en contra de establecer un día de fiesta en conmemoración a Martin Luther King y durante ocho años su administración apoyaba el apartheid en Sudáfrica.

## Comité de Defensa de los Hermanos Soledad (CDHS)
El Comité de Defensa de los Hermanos Soledad se formó por Fay Stender, la abogada de George Jackson, para ayudar a publicitar el caso y recaudar fondos para defender a a los tres Hermanos Soledad: Jackson, Drumgo y Clutchette. Entre la gran cantidad de celebridades, escritores y activistas políticos de la izquierda que apoyaron al CDHS y su caso estaban Julian Bond, Kay Boyle, Marlon Brando, Jane Fonda, Noam Chomsky, Lawrence Ferlinghetti, Allen Ginsberg, Tom Hayden, William Kunstler, Jessica Mitford, Linus Pauling, Pete Seeger, Benjamin Spock y Angela Davis. 
En junio de 1970, el senador del estado de California Mervyn Dymally y una organización política compuesta por afroamericanos llamada California Legislative Black Caucus comenzaron una investigación en la prisión de Soledad y publicaron un informe que intentaba legitimar el CDHS y darle credibilidad. A mediados de ese mes, Davis lideraba el movimiento. Ella se dio cuenta de que esta campaña era necesaria para ayudar a los Hermanos Soledad ya que la prensa estaba llevando a cabo otra totalmente opuesta. Un mes después de la muerte de John Vincent Mills (el guardia de la cárcel), salió un artículo en el periódico Times que hablaba del caso. En él se podía ver cómo la sociedad ya los consideraba culpables antes de que el juicio hubiera empezado. Según Davis, "olía a engaño y a disimulo. [...] Dejaba al lector la impresión de que los tres hombres eran culpables". La manipulación de la información de esta manera hacia más difícil el trabajo del CDHS. Sin embargo, siguieron trabajando y unas semanas más tarde se convocó una asamblea para hablar de lo que ocurría en la cárcel Soledad e intentar liberar a los tres Hermanos Soledad. Acudieron unas cien personas.
Además, Stender organizó la publicación de Hermano Soledad: Las cartas de prisión de George Jackson, un libro que contenía cartas escritas por Jackson mientras estuvo en prisión donde detallaba el tiempo que estuvo en prisión durante su juicio. George Jackson escribió ese libro para gente como él, donde describe la corrupción del sistema que intenta o encarcela a gente por motivos políticos y en el cual se puede observar la transformación de una persona que se identifica como un hombre duro y amoral en un entorno de criminalidad caótica y violencia hacia una persona con pensamientos antiindividualistas y revolucionarios sociales. Más tarde, a mediados de los años 70, Warner Brothers sacó una película sobres los hermanos Soledad titulada Black August.

## Muerte de George Jackson
Debido a la tensión y el conflicto que fue creciendo entre los grupos del Movimiento del Poder Negro a finales de los años sesenta, hubo una reubicación de presos de la cárcel de Soledad, que supuestamente eran militantes de esa ideología, a la prisión de San Quintín.
El 21 de agosto de 1971, unos días antes del juicio por la muerte del guardia de prisión, George Jackson, que en ese momento tenía 27 años, empezó presuntamente un motín en la cárcel San Quintín con una pistola de 9 mm. Existe controversia sobre la sucesión de los hechos que llevaron a Jackson a obtener el arma. Algunos creen que Jackson estaba intentando conseguir un arsenal de armas para intentar escapar dos días después, cuando estaba previsto que los transportaran de San Quintín a San Francisco. Una vez fuera, Jackson quería escapar a las montañas de Sierra Nevada, donde esperaba formar una guerra de guerrillas y en el futuro derrocar al gobierno americano.
Los agentes de la prisión afirmaron que Stephen Bingham, el abogado que sustituyó a Fay Stender como abogado de Jackson, le visitó. Bingham fue acusado de llevar escondida un arma en una peluca afro. Sin embargo, fue declarado inocente en el juicio en 1986. Los guardias de prisión reivindicaron que mientras Jackson salía de su encuentro con Bingham, una pistola sobresalía de la peluca que él llevaba puesta y le pidieron que enseñara el objeto. Con una pistola en su mano, Jackson liberó un piso entero de presos del ala de máxima seguridad (Max Row), supuestamente diciendo, “¡Se acabó, caballeros, el dragón ha llegado!”. Del resultante barullo, tres guardias fueron asesinados y dos presos fueron acusados de ser chivatos, antes de que George Jackson saliera corriendo al patio donde fue disparado y asesinado por un guardia. 
Otras personas envueltas en el caso creen que la muerte de Jackson fue un montaje preparado por las autoridades de la cárcel, las cuales conspiraron para que Jackson consiguiera un arma para más tarde este fuera asesinado, supuestamente porque ellos le veían como una amenaza a su control y autoridad en la cárcel. Un compañero de cárcel, Larry Stiner, dijo que “el espíritu revolucionario de George Jackson ha sido borrado de las paredes de San Quintín. Pero es casi seguro que las injustas leyes y la rápida encarcelación en California evocarán su espíritu otra vez”. Las inconsistencias de la historia hicieron que hubiera mucha controversia en este tema y ayudaron a desencadenar una rebelión en las instalaciones de una cárcel de máxima seguridad en Attica tres semanas después. La absolución de Bingham en 1986 ocurrió después de que el apareciera después de 13 años escondido para ser juzgado.
La muerte de Jackson fue una entre tantas sistemáticas muertes debido a la colusión entre guardias blancos y presos que estaban en contras de los radicales negros de la prisión de San Quintín. Cuando esto ocurrió, Jackson, que había sido enviado a prisión cuando tenía 19 años por robar en una gasolinera, había pasado más de ocho años, de los once que llevaba encarcelado, en una celda de aislamiento, donde a veces había estado totalmente aislado.

## El juicio
El juicio se celebró en San Francisco, los procedimientos se hicieron en el tribunal Departamento 21 en el tercer piso del Palacio de la Justicia, el mismo tribunal donde Ruchell Magee fue más tarde culpado por el asesinato del juez Haley. Los espectadores, incluyendo la prensa, estaban separados por una barrera que iba desde el techo al suelo y era de metal, madera y cristal antibalas.
No existían pruebas que probaran que los tres Hermanos Soledad habían matado al guardia. Sin embargo, sí que tenían pruebas de que formaban parte de grupos revolucionarios. La acusación por parte de la administración de la cárcel quería mandarlos a la cámara de gas de San Quintín. En cuanto al análisis jurídico del abogado de Jackson, no incluyó las partes más dolorosas y sentimentales. Sin embargo, la madre Jackson, Georgia Jackson, en su discurso subrayó el dolor que esa situación le había hecho sufrir y quiso dejar claro la culpabilidad y la injusticia del estado y del sistema en el que vivían. Hizo hincapié en la predisposición que existía contra los jóvenes negros y cómo se destruían sus vidas con impunidad. Después, las madres de los otros dos acusados también hablaron. Cuando terminaron, desde el punto de vista de Ángela Davis, "se vio que aquella acusación tenía la lógica y la coherencia de una conspiración contras nuestros hermanos; contra ellos y contra sus opiniones políticas, sus principios y sus actividades".
Durante el juicio, hubo intentos de anular el procedimiento por tecnicismos y quejas en nombre de los defendidos porque no habían sido informados de los horarios de la audiencia judicial. Además, ellos reclamaron que el informe del tribunal indicaba que de la página 1 a la 48 del testimonio estaban grabados y que ellos solo habían dado 46 páginas de testimonio. 
Después de la muerte de Jackson, el 27 de marzo de 1972, los dos supervivientes de los hermanos de Soledad, Clutchette y Drumgo, fueron exculpados por un jurado de San Francisco de los cargos originales de asesinato a un guardia de prisión a causa de que el estado había fallado en demostrar su caso.